# Litauen ved OL
Litauen deltog første gang i olympiske lege under Sommer-OL 1924 i Paris. Tidligere havde udøvere fra Litauen deltaget som en del af Rusland (1912). Efter at Litauen blev annekteret af Sovjetunionen i 1940, deltog udøvere fra Litauen som en del af Sovjetunionen fra 1952 til 1988. Litauen blev igen selvstændige i 1991, og har siden deltaget i samtlige efterfølgende sommer- og vinterlege.

## Medaljeoversigt
| Litauens medaljer under de olympiske sommerlege | Litauens medaljer under de olympiske sommerlege | Litauens medaljer under de olympiske sommerlege | Litauens medaljer under de olympiske sommerlege | Litauens medaljer under de olympiske sommerlege | Litauens medaljer under de olympiske sommerlege |                             | Litauens medaljer under de olympiske vinterlege | Litauens medaljer under de olympiske vinterlege | Litauens medaljer under de olympiske vinterlege | Litauens medaljer under de olympiske vinterlege | Litauens medaljer under de olympiske vinterlege | Litauens medaljer under de olympiske vinterlege |
| Lege                                            | Guld                                            | Sølv                                            | Bronze                                          | Totalt                                          | Rang                                            | Lege                        | Guld                                            | Sølv                                            | Bronze                                          | Totalt                                          | Rang                                            |                                                 |
| 1912 Stockholm                                  | som en del af Rusland                           | som en del af Rusland                           | som en del af Rusland                           | som en del af Rusland                           | som en del af Rusland                           |                             |                                                 |                                                 |                                                 |                                                 |                                                 |                                                 |
| 1924 Paris                                      | 0                                               | 0                                               | 0                                               | 0                                               | –                                               | 1924 Chamonix               | Deltog ikke                                     | Deltog ikke                                     | Deltog ikke                                     | Deltog ikke                                     | Deltog ikke                                     |                                                 |
| 1928 Amsterdam                                  | 0                                               | 0                                               | 0                                               | 0                                               | –                                               | 1928 St. Moritz             | 0                                               | 0                                               | 0                                               | 0                                               | –                                               |                                                 |
| 1932 Los Angeles                                | Deltog ikke                                     | Deltog ikke                                     | Deltog ikke                                     | Deltog ikke                                     | Deltog ikke                                     | 1932 Lake Placid            | Deltog ikke                                     | Deltog ikke                                     | Deltog ikke                                     | Deltog ikke                                     | Deltog ikke                                     |                                                 |
| 1936 Berlin                                     | Ikke inviteret                                  | Ikke inviteret                                  | Ikke inviteret                                  | Ikke inviteret                                  | Ikke inviteret                                  | 1936 Garmisch-Partenkirchen | Ikke inviteret                                  | Ikke inviteret                                  | Ikke inviteret                                  | Ikke inviteret                                  | Ikke inviteret                                  |                                                 |
| 1952–1988                                       | som en del af Sovjetunionen                     | som en del af Sovjetunionen                     | som en del af Sovjetunionen                     | som en del af Sovjetunionen                     | som en del af Sovjetunionen                     | 1956–1988                   | som en del af Sovjetunionen                     | som en del af Sovjetunionen                     | som en del af Sovjetunionen                     | som en del af Sovjetunionen                     | som en del af Sovjetunionen                     |                                                 |
| 1992 Barcelona                                  | 1                                               | 0                                               | 1                                               | 2                                               | 34                                              | 1992 Albertville            | 0                                               | 0                                               | 0                                               | 0                                               | –                                               |                                                 |
| 1996 Atlanta                                    | 0                                               | 0                                               | 1                                               | 1                                               | 71                                              | 1994 Lillehammer            | 0                                               | 0                                               | 0                                               | 0                                               | –                                               |                                                 |
| 2000 Sydney                                     | 2                                               | 0                                               | 3                                               | 5                                               | 33                                              | 1998 Nagano                 | 0                                               | 0                                               | 0                                               | 0                                               | –                                               |                                                 |
| 2004 Athen                                      | 1                                               | 2                                               | 0                                               | 3                                               | 45                                              | 2002 Salt Lake City         | 0                                               | 0                                               | 0                                               | 0                                               | –                                               |                                                 |
| 2008 Beijing                                    | 0                                               | 2                                               | 3                                               | 5                                               | 56                                              | 2006 Torino                 | 0                                               | 0                                               | 0                                               | 0                                               | –                                               |                                                 |
| 2012 London                                     | 2                                               | 1                                               | 2                                               | 5                                               | 34                                              | 2010 Vancouver              | 0                                               | 0                                               | 0                                               | 0                                               | –                                               |                                                 |
| 2016 Rio de Janeiro                             | 0                                               | 1                                               | 3                                               | 4                                               | 64                                              | 2014 Sotji                  | 0                                               | 0                                               | 0                                               | 0                                               | –                                               |                                                 |
| 2020 Tokyo                                      |                                                 |                                                 |                                                 |                                                 |                                                 | 2018 Pyeongchang            | 0                                               | 0                                               | 0                                               | 0                                               | –                                               |                                                 |
| Totalt                                          | 6                                               | 6                                               | 13                                              | 25                                              |                                                 | Totalt                      | 0                                               | 0                                               | 0                                               | 0                                               |                                                 |                                                 |